# Stéphane Ouaiche
Stéphane Ouaiche (* 18. September 1993 in Vincennes) ist ein französischer Tischtennisspieler. Er wurde 2014 und 2016 französischer Meister im Einzel sowie 2016 im Doppel mit Abdel-Kader Salifou und gewann 2015 bei der Europameisterschaft mit der Mannschaft Bronze. Bei den Afrikaspielen 2023 trat er für Algerien an und gewann mit der Mannschaft eine Bronzemedaille.

## Werdegang
Der Franzose begann im Alter von 9 Jahren durch den Sportunterricht in seiner Schule mit dem Tischtennissport. Er gewann mehrere Medaillen bei den Französischen Meisterschaften. So konnte er 2014 und 2016 den Titel im Einzel gewinnen sowie im Doppel 2016.
An seiner ersten Europameisterschaft nahm er 2014 teil, dabei erreichte Ouaiche mit dem Team das Viertelfinale. 2015 konnte er beim selben Event mit der Mannschaft Bronze holen. Wegen starker französischer Konkurrenz war er danach seltener auf internationaler Bühne zu sehen.

## Turnierergebnisse
| Verband | Veranstaltung       | Jahr | Ort           | Land | Einzel | Doppel    | Mixed | Team          |
| ------- | ------------------- | ---- | ------------- | ---- | ------ | --------- | ----- | ------------- |
| FRA     | Weltmeisterschaft   | 2014 | Tokio         | JPN  |        |           |       | 13            |
| FRA     | Europameisterschaft | 2015 | Jekaterinburg | RUS  | Qual.  | letzte 32 |       | 3             |
| FRA     | Europameisterschaft | 2014 | Lissabon      | POR  |        |           |       | Viertelfinale |

## Spielstil
Ouaiche ist Angriffsspieler. Er verwendet als Holz den Treiber Z, auf der Rückhand vertraut er auf einen Rasanter R47, während er als Vorhandbelag den Rasanter R50 nutzt. Sein Spezialschlag ist die Ballonabwehr.